# Municipio de Dover (condado de Union)
El municipio de Dover (en inglés: Dover Township) es un municipio ubicado en el condado de Union en el estado estadounidense de Ohio. En el año 2010 tenía una población de 2158 habitantes y una densidad poblacional de 36,78 personas por km².

## Geografía
El municipio de Dover se encuentra ubicado en las coordenadas 40°15′50″N 83°17′8″O / 40.26389, -83.28556. Según la Oficina del Censo de los Estados Unidos, el municipio tiene una superficie total de 58.67 km², de la cual 57,99 km² corresponden a tierra firme y (1,15 %) 0,67 km² es agua.

## Demografía
Según el censo de 2010, había 2158 personas residiendo en el municipio de Dover. La densidad de población era de 36,78 hab./km². De los 2158 habitantes, el municipio de Dover estaba compuesto por el 96,43 % blancos, el 0,83 % eran afroamericanos, el 0,37 % eran amerindios, el 0,79 % eran asiáticos, el 0,19 % eran de otras razas y el 1,39 % eran de una mezcla de razas. Del total de la población el 0,88 % eran hispanos o latinos de cualquier raza.